# Liste der Stolpersteine in Odernheim am Glan

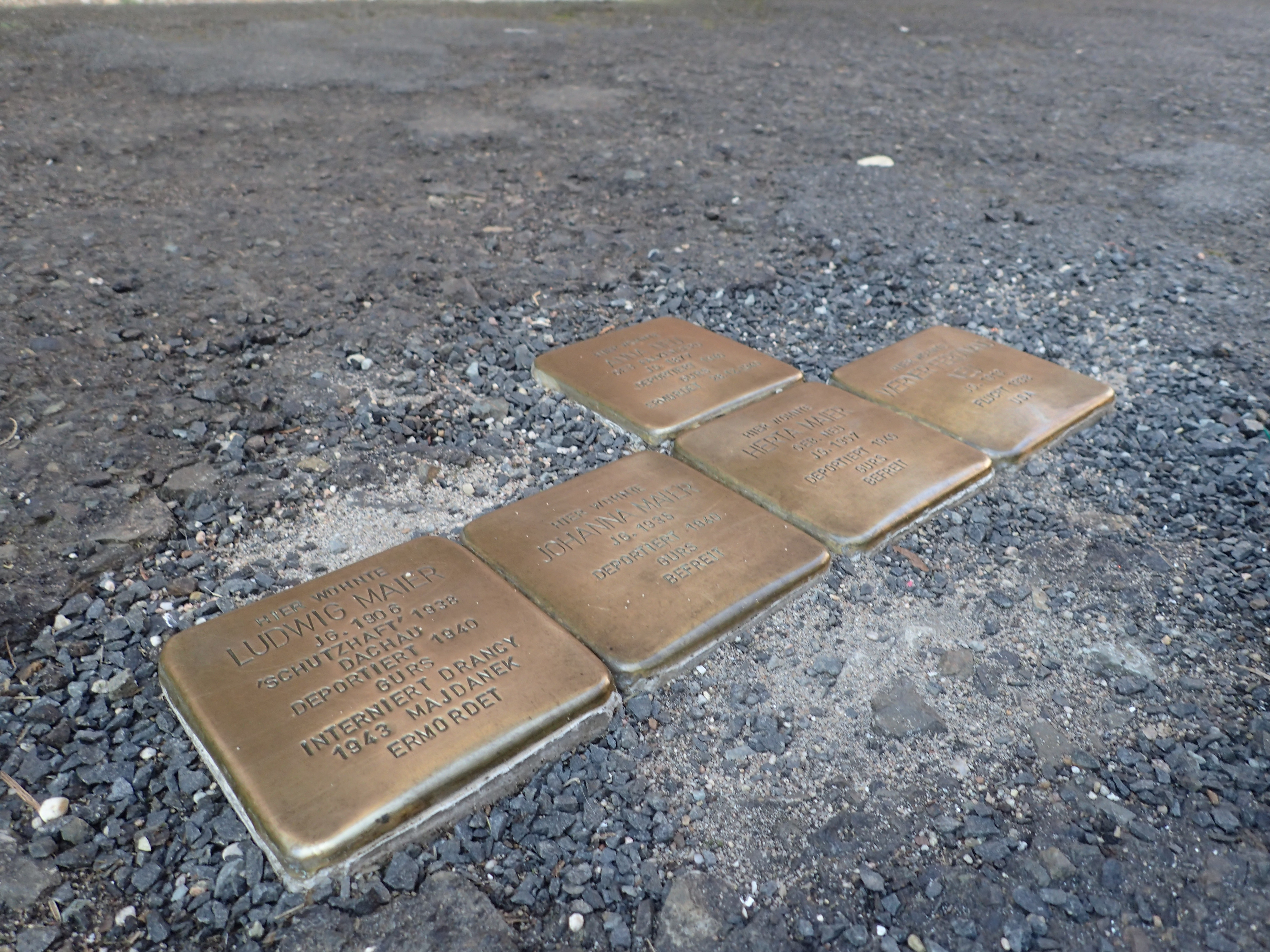
Stolpersteine in Odernheim am Glan Hintergasse 19

In der Liste der Stolpersteine in Odernheim am Glan werden die vorhandenen Gedenksteine aufgeführt, die im Rahmen des Projektes Stolpersteine des Künstlers Gunter Demnig bisher in der Gemeinde Odernheim am Glan im Landkreis Bad Kreuznach verlegt worden sind. Der Stadtrat von Odernheim stimmte der Verlegung der Stolpersteine zur Erinnerung an jüdische Odernheimer Bürger 2019 zu, die Verlegung erfolgte im September 2021. Die Verlegung musste wegen der Coronabedingungen ohne den Künstler in Eigenregie erfolgen.

## Verlegte Stolpersteine
| Stolperstein                                                       | Inschrift | Standort                  | Verlegedatum  | Anmerkungen |
| ------------------------------------------------------------------ | --- | ------------------------- | ------------- | ----------- |
| Stolperstein Odernheim am Glan Hintergasse 19 Anna Neu             | Hier wohnte Anna Neu geb. Falkenberg Jg.1877 deportiert 1940 Gurs ermordet 20.12.1940                                   | Hintergasse 19 (Standort) | 27. Sep. 2021 |             |
| Stolperstein Odernheim am Glan Hintergasse 19 Ludwig Maier         | Hier wohnte Ludwig Maier Jg.1906 'Schutzhaft' 1938 Dachau deportiert 1940 Gurs interniert Drancy 1943 Majdanek ermordet | Hintergasse 19 (Standort) | 27. Sep. 2021 |             |
| Stolperstein Odernheim am Glan Hintergasse 19 Johanna Maier        | Hier wohnte Johanna Maier Jg. 1935 deportiert 1940 Gurs befreit                                                         | Hintergasse 19 (Standort) | 27. Sep. 2021 |             |
| Stolperstein Odernheim am Glan Hintergasse 19 Herta Maier          | Hier wohnte Herta Maier geb.Neu Jg. 1907 deportiert 1940 Gurs befreit                                                   | Hintergasse 19 (Standort) | 27. Sep. 2021 |             |
| Stolperstein Odernheim am Glan Hintergasse 19 Werner Ferdinand Neu | Hier wohnte Werner Ferdinand Neu Jg. 1913 Flucht 1938 USA                                                               | Hintergasse 19 (Standort) | 27. Sep. 2021 |             |